# Shirley Wong (album, 1989)
Pour les articles homonymes, voir Shirley Wong.
Albums de Faye Wong
Everything
(1990)
Shirley Wong, sorti en novembre 1989, est le premier album de Faye Wong. Ce premier album est sorti chez le label Cinepoly.

## Titres
1. However That Day (無奈那天)
2. Excuses (藉口)
3. If Destined (有緣的話)
4. Delicate Hands (溫柔的手)
5. Last Train (尾班車)
6. Unsettled heart (未平復的心)
7. Still The Same Old Phrase (仍是舊句子)
8. Middle Person (中間人)
9. Like Listening To Lies (愛聽謊言)
10. New Life (新生)